# جیمی واندربیکن
جیمی واندربیکن (انگلیسی: Jamie Vanderbeken؛ زادهٔ ۲۳ اوت ۱۹۸۷) بازیکن بسکتبال اهل بریتانیا است.